# Udo Klein
Udo P. Klein (* 3. Dezember 1939 in Essen; † 11. Februar 2018) war ein deutscher Fotograf, der als Artdirector/ Fotograf ab den 1960er Jahren in internationalen Werbeagenturen und ab 1979 mit seiner eigenen Agentur bekannt wurde. 1987 gründete er mit Jörg Krichbaum den Arcum Verlag, der mit dem Buch Deutsche Standards und Deutsche Standards, Klassiker von morgen startete.

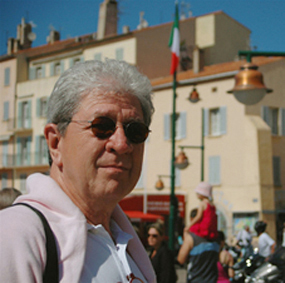
Udo Klein in Saint-Tropez, 2007

## Biographie
Udo P. Klein wurde in Essen als Sohn der Lehrerin Paula Purrio und des Gymnasiallehrers Hans Klein am 3. Dezember 1939 geboren. Nach dem Gymnasium besuchte er von 1957 bis 1962 die Folkwangschule für Gestaltung in Essen mit den Fächern Freie Malerei, Fotografie und Grafikdesign. Nach dem Diplom wurde er als Artdirector/Fotograf in einer Kölner Werbeagentur angestellt.
1963 heiratete er Monika Brandenberg. 1964 kamen Sohn Oliver und 1968 Tochter Eva zur Welt. In den kommenden Jahren wechselte er von 1964 bis 1969 zur „Die Werbe“-Werbeagentur in Essen. Dort waren seine Hauptkunden Coca-Cola Deutschland/Schweiz und Smirnoff Wodka. Anschließend ging er von 1970 bis 1972 zu McCann Erickson Köln. Von 1973 bis 1975 war er Creativ Director der Kölner Werbeagentur Prigge und Havel.
Klein machte sich 1975 selbständig und gründete 1979 seine eigene Agentur. 1975 entdeckte er die Fotografie für sich wieder, zuerst in der Werbefotografie und später, ab ca. 1986, die freie Fotografie. Von 1978 bis 1992 erstellte Udo P. Klein ca. 10 Kochbücher zu unterschiedlichen Themen für Pfeifer & Langen und Kölner Zucker, die in einer Gesamtauflage von mehreren Millionen Exemplaren verkauft wurden. 1996 erschien das Buch „Art at the Hotel“, ein Buch über die vier Kunst-Hotels der Flamberg Gruppe, Verlag DuMont, Köln. Es folgte 2000 das Buch „Szczesny – The Kempinski Art Project Estepona“. Ebenfalls 2000 erschien sein Buch „Kunst in der Mannheimer“, eine Geschichte über die Kunstsammlung der Mannheimer Versicherung. Von 2001 bis 2002 lebte und arbeitete Udo P. Klein in Spanien, Marbella und Sevilla für die internationale Kempinski-Gruppe. 2002 erschien das Buch „Szczesny Mustique“ (ein „Coffeetable“-Buch im Format 29 × 36 cm) im teNeues Verlag. Im gleichen Stil erschien 2009 das Buch „Szczesny St. Tropez“.
Udo Klein lebte und arbeitete in Saint-Tropez und Köln.

## Einzelausstellungen
- 1995 „Extra muros“, Overath: „Blue Pairs“
- 1996 Kunsthaus, Köln: „Nude“
- 1996 Artotel Dresden: „Nude“
- 1996 Mexiko-Stadt, Foreign Office of the Federal Republic of Germany: „German Products“
- 1996 Art & fashion, Neuss: „Fashionphotography“
- 1998 Kunsthalle Emden, Henri & Eske Nannen Foundation, as part of the exhibition "Szczesny - Pictures of the Côte d’Azur": „14 Portraits from the artist“
- 1998 Mannheimer Versicherung, Mannheim: „Kunst auf der Empore: the photographer Udo P. Klein“
- 1998 Galerie Kasten, Mannheim: „Black and white“
- 2000 Galerie Zulauf, Freinsheim/Mannheim: „Hermann Nitsch – Pictures of the exhibition“
- 2006 Contemporary Fine Art Saint-Tropez: „New pictures“
- 2007 Contemporary Fine Art Mannheim: „Moments“
- 2008 FotoBild Berlin: „Pictures Saint Tropez“
- 2008 L’Ambassade Saint Tropez: „Udo P. Klein Photographie“

## Buchprojekte
- Udo P. Klein Picture Book 1996
- German Standards 1988
- Klassiker von Morgen 1989
- Art at the Hotel 1996
- Art at the Mannheimer 1999
- The Kempinski Art Project, Marbella 2000
- Elvira Bach – “Children, kitchen, art”, 2001
- Szczesny Mustique 2002
- Elvira Bach Picture Book I 2002
- Szczesny Sevilla 2002
- Elvira Bach Picture Book II 2003
- Fachhochschule Heidelberg SRH 2005
- Szczesny Shadow sculptures 2006
- Szczesny Shadow Sculptures, Cannes 2007
- Szczesny “The Mainau Art Project” 2007
- Udo P. Klein “Moments” 2007
- Szczesny St. Tropez 2008
- Szczesny Monografie 2011
- Cookery books 1978-1992